# Epiphragma (Eupolyphragma) crenulatum
Epiphragma (Eupolyphragma) crenulatum is een tweevleugelige uit de familie steltmuggen (Limoniidae). De soort komt voor in het Oriëntaals gebied.